# Елеонора фон Солмс-Браунфелс
Амалия Елеонора фон Золмс-Браунфелс (на немски: Amalie Eleanore zu Solms-Braunfels; * 22 ноември 1734 в Браунфелс † 19 април 1811 в дворец Шаумбург близо до Лимбург на Лан) от фамилията Дом Золмс е принцеса от Золмс-Браунфелс и чрез женитба княгиня на Анхалт-Бернбург-Шаумбург-Хойм (1772 – 1806).
Тя е втората дъщеря на княз Фридрих Вилхелм фон Золмс-Браунфелс (1696 – 1761) и втората му съпруга графиня София Магдалена Бенигна фон Золмс-Лаубах (1707 – 1744), дъщеря на граф Карл Ото фон Золмс-Лаубах-Утфе и Текленбург (1673 – 1743) и съпругата му графиня Луиза Албертина фон Шьонбург-Валденбург (1686 – 1740). По-голямата ѝ сестра Улрика Луиза (1731 – 1792) се омъжва на 10 октомври 1746 г. за ландграф Фридрих IV фон Хесен-Хомбург (1724 – 1751).
Амалия Елеонора се омъжва на 16 декември 1765 г. в Браунфелс за княз Карл Лудвиг фон Анхалт-Бернбург-Шаумбург-Хойм (1723 – 1806). По-малката ѝ сестра Магдалена София (1742 – 1819) се омъжва на 22 април 1778 г. за неговия полубрат принц Виктор Амадей (1744 – 1790).

## Фамилия
Амалия Елеонора се омъжва на 16 декември 1765 г. в Браунфелс за княз Карл Лудвиг фон Анхалт-Бернбург-Шаумбург-Хойм (1723 – 1806) от род Аскани, най-възрастният син на княз Виктор I Амадей Адолф фон Анхалт-Бернбург-Шаумбург-Хойм (1693 – 1772) и първата му съпруга графиня Шарлота Луиза фон Изенбург-Бюдинген-Бирщайн (1680 – 1739). Тя е втората му съпруга. Те имат децата:
- Виктор II (1767 – 1812), княз на Анхалт-Бернбург-Шаумбург-Хойм, женен във Вайлбург на 29 октомври 1793 г. за принцеса Амалия фон Насау-Вайлбург (1776 – 1841), дъщеря на княз Карл Христиан фон Насау-Вайлбург.
- Вилхелм Лудвиг (1771 – 1799, убит), военен
- Алексиус Клементе (1772 – 1776)
- София Шарлота (1773 – 1774)
- Каролина Улрика (1775 – 1782)